# Слушкин, Владимир Константинович
Владимир Константинович Слушкин (род. 3 октября 1948 или 3 марта 1948, Ужур, Красноярский край) — советский и российский тренер по лёгкой атлетике. Работал тренером в Чувашии и Красноярском крае, подготовил ряд титулованных легкоатлетов, в том числе являлся личным тренером Н. Шеходановой, И. Тюхай, Е. Блёскиной, К. Савицкой и др. Заслуженный тренер РСФСР (1986).

## Биография
Владимир Слушкин родился 3 октября 1948 года в городе Ужур Красноярского края.
В молодости занимался лёгкой атлетикой, получил первый разряд и перешёл на тренерскую работу. В 1981 году окончил факультет физического воспитания Чувашского государственного педагогического института им. И. Я. Яковлева.
Тренировал легкоатлетов в Красноярской специализированной детско-юношеской школе олимпийского резерва и в Новочебоксарском среднем специальном училище олимпийского резерва, подготовил ряд выдающихся спортсменов мирового уровня, около 30 мастеров спорта СССР. Среди наиболее известных его воспитанников:
- Наталья Шеходанова — чемпионка России в барьерном беге, участница двух Олимпийских игр.
- Ирина Тюхай (Ваховская) — чемпионка России по многоборьям, бронзовая призёрка чемпионата мира, участница Олимпийских игр.
- Екатерина Блёскина — чемпионка юношеских Олимпийских игр в барьерном беге.
- Кристина Савицкая — чемпионка России по многоборьям, участница Олимпийских игр.
- Владимир Чижов — серебряный и бронзовый призёр чемпионатов России в метании копья.

За выдающиеся достижения на тренерском поприще удостоен почётного звания «Заслуженный тренер РСФСР» (1986). Награждён орденом «Знак Почёта».
Заслуженный работник физической культуры Республики Чувашия (2012).
В сезоне 2021/22 работал тренером по общефизической подготовке в иркутском хоккейном клубе «Байкал-Энергия».